# Šestdnevna vojna
Šestdnevna vojna, ki je potekala od 5. do 10. junija 1967, je bila ena izmed arabsko-izraelskih vojn, ki ji Arabci pravijo tudi junijska vojna. Neposredni vzroki zanjo so bile zahteve Egipta, naj se mirovne sile OZN na Sinaju umaknejo z izraelske meje, okrepitev egiptovskih sil na Sinaju in zaprtje Tiranskega preliva (Akabski zaliv) za izraelske ladje. Temu je sledila še ustanovitev vojaške zveze med Egiptom, Sirijo in Jordanijo. 
Zaradi ogroženosti Izraela je izraelski obrambni minister general Dajan ukazal širok letalski napad na egiptovska letališča, s katerim je bila oslabljena ključna grožnja, sledili pa so napadi na položaje sirskih in jordanskih sil. Temu je sledila okupacija Sinaja, starega Jeruzalema, Zahodnega brega in Golanskega višavja. Izrael je tako z vojno kar štirikrat povečal velikost svojega prvotnega ozemlja ter postal svetovna vojaška velesila to pa je na bližnjem vzhodu povzročilo nove probleme, ki jim še danes ni videti konca. Arabsko izraelski spor je ponovno izbruhnil v jomkipurski vojni leta 1973.